# 김중권
김중권(金重權, 1939년 3월 29일 ~ )은 대한민국의 정치인이다. 제11·12·13대 국회의원을 지냈다.
김중권은 1939년 3월 29일에 경상북도 울진에서 태어났다. 1962년에 고려대학교 법과대학 행정학과를 졸업한 뒤 고등고시 사법과에 합격하여 서울고등법원 판사로 재임하던 1981년에 민주정의당에 입당하여 3선을 재임하였다. 이후 청와대 정무수석을 역임하였으나 상도동계의 5공 청산을 명분으로 민자당에서 제명되었다. 1996년 1월에 새정치국민회의 총재 김대중의 권유에 따라 새정치국민회의에 입당하여 제15대 총선에 출마하였으나 낙선하였다.
이후 1997년에 실시된 제15대 대선에서 선대위원장을 맡으며 호남에 기반을 둔 새정치국민회의의 영남 정치인으로서 최초의 호남 출신 대통령의 당선에 기여하였다. 이로써 김중권은 동교동계가 되었고 김대중 정부의 초대 대통령비서실장에 발탁되었다. 이후 새천년민주당 대표최고위원에 임명되었다. 김대중 정부의 외환위기 극복에 크게 기여했으며 동교동계 주류의 정책 개입을 강력히 견제하여 측근들의 비리를 시전에 방지했다는 평가를 받았다.
김대중의 신임을 바탕으로 여권의 강력한 대권후보로 떠올라 "국민화합"과 "영남 후보론"을 내세우며 새천년민주당 대통령 후보 경선에 출마하나 지역 기반이 비슷한 노무현에게 밀려 경선과정에서 사퇴한다. 2003년 말 다수의 당내 의원들이 열린우리당의 창당에 참여하며 분당 사태가 발생하였는데 김중권은 새천년민주당을 탈당하고 제17대 총선에 무소속으로 출마하였으나 낙선하였다. 이후 제18대 총선에서도 무소속으로, 제19대 총선에도 무소속으로 출마하였으나 연달아 낙선하자 정계를 은퇴하였다.

## 학력
- 1952년 평해국민학교 졸업
- 1955년 평해중학교 졸업
- 1958년 후포고등학교 졸업
- 1963년 고려대학교 법과대학 행정학 학사
- 1965년 국방대학교 국방대학교 행정학사 10기
- 1969년 서울대학교 사법대학원 법학 석사
- 1988년 단국대학교 대학원 법학 박사

## 일화

### 민정계의 이론가
1980년에 전두환을 미화하는 논문과 칼럼들이 발행됐던 민정당보에 당시 민주정의당의 이론가였던 법조인 출신인 김중권의 글도 가끔 등장했다. 6공시절인 1989년 말 '민정논단'을 통해 제법 정연한 논리로 야당을 공박하기도 하는데, 3김이 이끄는 야당의 5공청산 투쟁을 "선명경쟁으로 '한풀이식' 억지주장을 펼치고 있다."고 비판한 바 있다.

### 김대중과의 인연
1992년에 노태우의 중립선거관리 선언 이후 김영삼과 김대중에게 선거 자금을 전달하는 과정에서 정무수석이던 김중권이 김대중에게 이를 전달하게 되면서 처음으로 인연을 맺게 되었다. 이후 김대중 후보는 김중권이 여권의 사정에 밝고 기획, 실천력이 탁월한 점을 주목하게 되고, 김중권도 정치적 적대관계에 있는 김대중을 준비된 대통령 후보로 인지하고 지지하게 된다. 이후 1996년에 총선을 앞두고 김대중의 권유를 받아 영남 출신임에도 불구하고 호남에 기반을 둔 새정치국민회의에 입당한다. 1997년에는 제15대 대선의 선대위원장을 맡아 대선을 주도하며 영남 지역의 지지를 받아내서 김대중을 대통령으로 만드는데 헌신한다.

### 신주류의 중심
김대중 정부 시절 김대중의 강력한 신임을 바탕으로 당시 집권당인 새정치국민회의의 김영배 총재권한대행, 한화갑 원내총무와 더불어 '3각 편대'로 불리며 정권의 신실세로 군림하며 동교동계 신주류의 중심으로 급부상했다. 반면 권노갑, 박지원 등을 비롯한 구주류와는 여러 차례 갈등을 빚기도 했으며, 여권의 대선후보 경선에서는 김대중 정부의 영남 지역의 대표성을 놓고 노무현과 경쟁관계에 있었다.

## 가족
- 배우자: 홍기명
- 자녀: 1남 2녀

## 역대 선거 결과
|  | 41.08% |

|  | 42.89% |

|  | 54.78% |

|  | 38.50% |

|  | 20.16% |

|  | 49.98% |

|  | 26.89% |

|  | 38.90% |

|  | 35.98% |

## 소속 정당
| 소속 정당 | 소속 정당      | 소속 기간 | 비고           |
| --------- | -------------- | --------- | -------------- |
|           | 민주정의당     | 1981~1990 | 창당 정계 입문 |
|           | 민주자유당     | 1990~1992 | 합당           |
|           | 무소속         | 1992~1993 | 탈당           |
|           | 민주자유당     | 1993~1995 | 복당           |
|           | 신한국당       | 1995~1996 | 당명 변경      |
|           | 무소속         | 1996      | 당명 변경      |
|           | 무당파국민연합 | 1996      | 창당           |
|           | 무소속         | 1996~1997 | 정당 해산      |
|           | 새정치국민회의 | 1997~1998 | 입당           |
|           | 무소속         | 1998~1999 | 탈당           |
|           | 새정치국민회의 | 1999~2000 | 복당           |
|           | 새천년민주당   | 2000~2004 | 합당           |
|           | 무소속         | 2004~현재 | 탈당 정계 은퇴 |

## 같이 보기
- 영덕군·청송군·울진군
- 영덕군의 국회의원
- 청송군의 국회의원
- 울진군의 국회의원
- 울진군 (1988년 선거구)
- 대한민국의 대통령비서실 수석비서관
- 대한민국의 대통령비서실장